# Велюн
Вѐлюн (на полски: Wieluń, произнася се [ˈvʲɛluɲ]) е град в Централна Полша, Лодзко войводство. Административен център е на Велюнски окръг, както и на градско-селската Велюнска община. Заема площ от 16,9 км2.

## География
Градът е столица на историческата област Велюнска земя. Разположен е югозападно от Лодз, източно от Вроцлав, североизточно от Ополе и северозападно от Ченстохова.

## История
Първото споменаване на селището е от средата на XIII век. През XIV век Кажимеж III Велики построява замък в града. На 1 септември 1939 година Велюн е разрушен от Луфтвафе.

## Население
Населението на града възлиза на 22 794 души (2017 г.). Гъстотата е 1349 души/км2.

## Административно деление
Градът е разделен на 16 района (джелници) и микрорайона (ошедли).
Райони
- Берлинек
- Блоне
- Кияк
- Неджелско
- Подшубенице
- Хрусти

Микрорайони
- Армии Крайова
- Бугай
- Войска Полскего
- Кардинал Стефан Вишински
- Монюшки
- Ошедле домкув йеднороджинних „За шпиталем“
- Ошедле Коперника
- Старе Сади
- Стодолняна
- Шрудмешче

## Личности

### Родени в града
- Мариуш Влязли, волейболист, национал
- Ян Вонтроба, римокатолически духовник, жешовски епископ

## Побратимени градове
- Аделебсен, Германия
- Летъркени, Ирландия
- Остербург, Германия

## Фотогалерия
- Краковската порта и кметството
- Крепостна стена
- Църква „Св. Богородица“
- Църква „Св. Йозеф“
- Църква „Св. Миколай“
- Музей „Велюнската земя“
- Улица „Калишка“
- Старата захарна фабрика
- Сграда на старата мелница (Американка)
- Железопътна гара
- Старе Сади